# Gori, gospodična
Gori, gospodična (češko Hoří, má panenko) je češkoslovaški komični film iz leta 1967, ki ga je režiral Miloš Forman. Dogajanje je postavljeno na vsakoletno veselico prostovoljnega gasilskega društva v majhnem mestu, na kateri se pripeti serija nezgod in nerodnosti. Med nastopajočimi je le nekaj poklicnih igralcev, več gasilcev je iz prostovoljnega gasilskega društva kraja, v katerem so snemali. Film prikazuje prevladujočo korupcijo v lokalni družbi in neuspeh še tako dobro mišljenih načrtov, kar so mednarodni kritiki interpretirali kot satiro komunističnega sistema, čeprav je Forman film videl kot alegorijo na katerikoli sistem.
Film je bil premierno prikazan 15. decembra 1967. Je Formanov zadnji češkoslovaški film in prvi njegov barvni film, ki velja tudi za prelomnico češkega novega vala. Nominiran je bil za oskarja za najboljši tujejezični film na 41. podelitvi oskarjev in bil izbran v tekmovalni program Filmskega festivala v Cannesu, ki pa je bil leta 1968 zaradi študentskih protestov odpovedan.

## Vloge
- Jan Vostrčil kot predsednik komiteja
- Josef Šebánek kot član komiteja
- Josef Valnoha kot član komiteja
- František Debelka kot član komiteja
- Josef Kolb kot Josef
- Jan Stöckl kot upokojeni načelnik
- Vratislav Čermák kot član komiteja
- Josef Řehořek kot član komiteja
- Václav Novotný kot član komiteja
- František Reinstein kot član komiteja
- František Paska kot član komiteja
- Stanislav Holubec kot Karel
- Josef Kutálek kot Ludva